# Bhangura
Bhangura är ett underdistrikt i Bangladesh. Det ligger i den centrala delen av landet, 120 kilometer nordväst om huvudstaden Dhaka.
Trakten runt Bhangura består till största delen av jordbruksmark. Runt Bhangura är det mycket tätbefolkat, med 1 266 invånare per kvadratkilometer.